# نوکیا ئی۷۰
نوکیا ئی۷۰ یک‌نمونه از گوشی‌های تلفن همراه سری ئی شرکت نوکیا می‌باشد که توسط همین شرکت به بازار عرضه شده‌است.